# Agda Helin
Agda Kristina Helin, under äktenskapet Björkman, född 27 oktober 1894 i Säby församling, Västmanlands län, död 10 februari 1984 i Högalids församling i Stockholm, var en svensk skådespelerska och sångerska.

## Biografi
Helin, som var dotter till vaktmästare Johan August Helin och hans första hustru Alma Kristina, ogift Olsson, kom 1895 med föräldrarna från Västerås till Stockholm där hon växte upp. Agda Helin bedrev sångstudier för H. Bergström, Nils Strandberg och Torsten Lennartsson. För Karin Swanström studerade hon talteknik.
Hon var engagerad vid Oscarsteatern, Vasateatern, Södra teatern, Svenska teatern, Intima teatern, Folkteatern, Skådebanan och Friluftsteatern samt vid turnéer. Hon hade huvudroller i ett flertal revyer, operetter och komedier. Hon gjorde roller som Prinsessan i Lyokoflickan, titelroll i Skoprinsessan, Damen i skärt, Fruns båda män, Flickan i Hemslavinnor och Lady Lancaster i Mr Ginders. Hon medverkade i buskisteater på Tantolundens friluftsteater. Hon var duktig på att sjunga och undervisade i sång. 
Filmdebuten kom i en statistroll, men rollerna blev senare större. Hon kom sammanlagt att medverka i ett 60-tal filmer. Som skådespelerska medverkade hon i filmer som Hemslavinnor, Söder om landsvägen, Odygdens belöning, En melodi om våren, Hon trodde det var han och Aktören.
Mellan 1915 och 1920 var hon gift med skådespelaren Johnny Björkman (1890–1945).
Agda Helin är begravd på Norra begravningsplatsen utanför Stockholm, där även modern vilar.

## Filmografi
- 1912 – Den tyranniske fästmannen
- 1912 – Samhällets dom
- 1912 – Kolingens galoscher
- 1913 – Vampyren
- 1913 – På livets ödesvägar
- 1913 – Gränsfolken
- 1914 – För sin kärleks skull
- 1917 – Löjtnant Galenpanna
- 1917 – Revelj
- 1918 – Nattliga toner
- 1918 – Storstadsfaror
- 1923 – Hemslavinnor
- 1936 – Söder om landsvägen
- 1937 – Odygdens belöning
- 1939 – Melodin från Gamla Stan
- 1939 – Den modärna Eva
- 1939 – Adolf i eld och lågor
- 1940 – Swing it, magistern!
- 1940 – Den blomstertid
- 1940 – Vi tre
- 1941 – Bara en kvinna
- 1941 – Det sägs på stan
- 1941 – Livet går vidare
- 1941 – Nygifta
- 1941 – Lasse-Maja
- 1941 – Första divisionen
- 1942 – En äventyrare
- 1942 – En sjöman i frack
- 1942 – Fallet Ingegerd Bremssen
- 1942 – Flickan i fönstret mitt emot
- 1942 – I gult och blått
- 1942 – Lågor i dunklet
- 1942 – Lyckan kommer
- 1942 – Ungdom i bojor
- 1943 – Aktören
- 1943 – Det brinner en eld
- 1943 – En melodi om våren
- 1943 – Flickan är ett fynd
- 1943 – Hon trodde det var han
- 1943 – Kvinnor i fångenskap
- 1943 – Ombyte av tåg
- 1943 – Sjätte skottet
- 1943 – Örlogsmän
- 1944 – Kungajakt
- 1944 – Prins Gustaf
- 1944 – Vändkorset
- 1944 – Örnungar
- 1945 – Resan bort
- 1945 – Trötte Teodor
- 1945 – Bröderna Östermans huskors
- 1945 – Rattens musketörer
- 1945 – Moderskapets kval och lycka
- 1946 – Rötägg
- 1947 – Brott i sol
- 1947 – Dynamit
- 1947 – Den långa vägen
- 1947 – Får jag lov, magistern!
- 1947 – Två kvinnor
- 1949 – Flickan från tredje raden
- 1949 – Janne Vängman på nya äventyr
- 1949 – Stora Hoparegränd och himmelriket
- 1950 – Den vita katten
- 1950 – Stjärnsmäll i Frukostklubben
- 1950 – Till glädje
- 1950 – Ung och kär
- 1951 – Puck heter jag
- 1951 – Fröken Julie
- 1953 – Fartfeber
- 1953 – Gycklarnas afton
- 1955 – Luffaren och Rasmus
- 1955 – Hoppsan!
- 1956 – Sjunde himlen
- 1956 – Främlingen från skyn
- 1956 – På heder och skoj
- 1957 – Enslingen Johannes
- 1957 – Räkna med bråk
- 1957 – Sjutton år
- 1957 – Åsa-Nisse i full fart
- 1958 – Jazzgossen
- 1958 – Bock i örtagård
- 1959 – Fröken Chic
- 1961 – Pärlemor
- 1963 – Åsa-Nisse och tjocka släkten
- 1964 – Bröllopsbesvär
- 1966 – Ön
- 1967 – Onkel Vanja
- 1968 – Korridoren
- 1968 – Skammen
- 1968 – Vargtimmen

## Teater

### Roller (ej komplett)
| År   | Roll                            | Produktion                                                                | Regi             | Teater                                       |
| ---- | ------------------------------- | ------------------------------------------------------------------------- | ---------------- | -------------------------------------------- |
| 1914 |                                 | Herr Dardanell och hans upptåg på landet August Blanche                   |                  | Folkteatern                                  |
| 1914 |                                 | Dagen efter Axel Breidahl                                                 |                  | Folkteatern                                  |
| 1917 | Baronessan Elsner               | Csardasfurstinnan Emmerich Kálmán, Leo Stein och Béla Jenbach             | Oskar Textorius  | Oscarsteatern                                |
| 1917 | Maria                           | En piga bland pigor Ernst Fastbom                                         | Ernst Fastbom    | Vasateatern                                  |
| 1919 |                                 | Fästmanssoffan Georg Nordensvan                                           | Albert Ståhl     | Djurgårdsteatern                             |
| 1920 | Damen i skärt                   | Damen i skärt Gertrude E. Jennings                                        |                  | Djurgårdsteatern Flyttad till Intima teatern |
| 1920 | Chloe                           | Öga för öga John Galsworthy                                               | Einar Fröberg    | Intima teatern                               |
| 1921 | Suzanne Fantin                  | Dygdens stig Robert de Flers och Gaston Arman de Caillavet                | Einar Fröberg    | Intima teatern                               |
| 1921 | Margit Ekberg, kabaretartist    | Vagnmakarns frieri Hjalmar Peters                                         | Hjalmar Peters   | Folkteatern                                  |
| 1921 |                                 | Hemslavinnor Christian Bogø och Axel Frische                              | Hjalmar Peters   | Folkteatern                                  |
| 1922 | Medverkande                     | Med Folkan för fosterlandet, revy Karl-Ewert och G.V. Nordensvan          | Hjalmar Peters   | Folkteatern                                  |
| 1922 |                                 | Hemslavinnor Christian Bogø och Axel Frische                              | Hjalmar Peters   | Folkteatern                                  |
| 1923 |                                 | Fruns båda män Félix Gandéra och André Mouézy-Éon                         | Karin Swanström  | Folkteatern                                  |
| 1923 |                                 | Inspektorn på Siltala Hjalmar Procopé                                     | Hjalmar Peters   | Folkteatern                                  |
| 1923 |                                 | Hemslavinnor Christian Bogø och Axel Frische                              | Hjalmar Peters   | Folkteatern                                  |
| 1923 |                                 | Sömngångerskan Mark Swan                                                  | Hjalmar Peters   | Folkteatern                                  |
| 1923 |                                 | Frun av stånd och frun i ståndet Frans Hedberg                            |                  | Folkteatern                                  |
| 1923 | Alice Barder, privatsekreterare | Svärmor i klämma Alfred Aatoft                                            | Hjalmar Peters   | Folkteatern                                  |
| 1923 | Selma, hembiträde hos Frigrens  | Jazzflugan Sven Rune                                                      | Hjalmar Peters   | Folkteatern                                  |
| 1924 | Lola Cornero, dansös            | En gång om året Arthur Rebner                                             | Carl Barcklind   | Folkteatern                                  |
| 1924 | Fröken Prokette                 | Högsta vinsten Hjalmar Peters                                             | Hjalmar Peters   | Folkteatern                                  |
| 1925 |                                 | Flickorna Gyurkovics Ferenc Herczeg                                       |                  | Folkteatern                                  |
| 1926 | Gabrielle, f.d. marketenterska  | Benjamin René Mercier, André Bardé och Benjamin Rabier                    | Nils Johannisson | Södra Teatern                                |
| 1930 | Lady Agatha Lancaster           | Mr Cinders Vivian Ellis, Richard Myers, Clifford Grey och Greatrex Newman | Adolf Niska      | Vasateatern                                  |
| 1932 | Fru Valler                      | Svensson Gustaf H. Lundberg                                               | Erik Berglund    | Folkteatern                                  |
| 1940 |                                 | Här dansar Kalle Karlsson Sigge Fischer                                   |                  | Klippans sommarteater                        |
| 1952 |                                 | Han valsade en sommar Sigge Fischer                                       | Sigge Fischer    | Tantolundens friluftsteater                  |
| 1956 |                                 | Kärlek och guldfeber Gideon Wahlberg                                      | Gösta Jonsson    | Vanadislundens friluftsteater                |
| 1957 |                                 | Kärlek och guldfeber Gideon Wahlberg                                      | Gösta Jonsson    | Vanadislundens friluftsteater                |
| 1963 | Den tjocka frun                 | Svejk i andra världskriget Bertolt Brecht                                 | Alf Sjöberg      | Dramaten                                     |
| 1967 | Gumman                          | Dödsdansen August Strindberg                                              | Ulf Palme        | Dramaten                                     |
| 1969 | Mary                            | Tolvskillingsoperan Kurt Weill och Bertolt Brecht                         | Alf Sjöberg      | Dramaten                                     |
| 1969 | Anfisa                          | Tre systrar (Три сeстры, Tri sestry) Anton Tjechov                        | Keve Hjelm       | Dramaten                                     |